# Louis III de Bourbon-Condé
Pour les articles homonymes, voir Louis III et Louis de Bourbon.
Titre
Prince de Condé
1er avril 1709 – 4 mars 1710
(11 mois et 3 jours)
Louis III de Bourbon-Condé, né le 18 octobre 1668 à l'hôtel de Condé puis mort le 4 mars 1710 au château de Versailles, est un aristocrate de l'Ancien Régime. Étant fils de Henri-Jules de Bourbon-Condé, prince de Condé, et de Anne de Bavière, ce dernier est prince du sang. Il devient le cinquième prince de Condé lorsque décède son père en 1709. Il est aussi duc de Bourbon, duc d'Enghien ainsi que le seigneur de Chantilly. Il ne portera le titre qu'un an puisqu'il décède brutalement en 1710.  

## Biographie

### Enfance
Louis de Bourbon-Condé est né le 18 octobre 1668 à l'hôtel de Condé. Fils aîné de Henri-Jules de Bourbon-Condé, le sixième prince de Condé, et de sa jeune épouse Anne de Bavière, princesse palatine, il est un petit-fils du Grand Condé. Ce dernier, cousin du roi Louis XIV, est un grand général devenu meneur lors de la Fronde des princes. Il est dès la naissance titré duc d'Enghien puis il devient duc de Bourbon à la mort de son grand-père en 1686. Ses trois sœurs feront de prestigieux mariages à l'instar de Louise-Bénédicte de Bourbon-Condé qui épousera le duc du Maine, le fils légitimé du souverain et de Madame de Montespan qui fut prince de Dombes.  
Le duc était d'une constitution maladive et était dit laid et malfaisant. Il vient d'une famille profondément marquée par la folie de son père, atteint de lycanthropie. Ce dernier était un homme cruel et brutal, qui violentait son épouse et ses enfants. Le jeune duc avait vraisemblablement hérité des maux psychiques de son père et est également d'un tempérament très violent. Il est fait chevalier des ordres du roi lors de la journée du 2 juin 1686 et colonel de Bourbon-Infanterie le 28 décembre 1686. Il est fait maréchal de camp le 2 avril 1690 et lieutenant général le 3 mai 1692. Le duc mène son premier combat en 1688 durant la guerre de la Ligue d'Augsbourg.  
Alors sous le commandement du Grand Dauphin, il combat valeureusement sans pour autant illustrer de véritables qualités guerrières. Il participera notamment lors du siège de Namur en 1692 puis lors de la bataille de Steinkerque la même année. Sans être nain, Louis de Bourbon-Condé était considéré comme étant assez petit, comme les autres membres de sa famille. Ses sœurs étaient parfois appelées par leurs contemporains les « poupées de sang » . Le duc était macrocéphale et est réputé avoir le teint de sa peau jaune-orangé prononcé. Il n'est pas non plus, sans être un imbécile, d'une intelligence excessive pour son époque et pour son statut.  

### Mariage
Louis de Bourbon-Condé épousa Louise-Françoise de Bourbon, dite Mademoiselle de Nantes, le 24 juillet 1685 en la chapelle royale de Versailles. Cette dernière est une fille naturelle légitimée du roi Louis XIV et de Madame de Montespan. Ainsi, ce mariage, pourtant fortement déshonorant pour un prince du sang, fut accepté par le père du duc dans le but de gagner les faveurs du roi et de bénéficier de la dot de la jeune fille qui était d'un million de livres. Louis de Bourbon-Condé était alors âgé de seize ans et la jeune promise onze ans. En plus de la dot, le roi accordait la charge de gouverneur de Bourgogne au père du marié, une fonction qui est très enviable.  
À la cour, le jeune homme était appelé « Monsieur le Duc ». Il en fut de même pour son épouse qui se fit ainsi appeler « Madame la Duchesse ». Le décès de son père ayant fait de lui le sixième prince de Condé en 1709, il conservera l'appellation. Les deux époux ne furent pas heureux mais eurent neuf enfants, qui tous survécurent : 
1. Marie-Gabrielle-Éléonore de Bourbon-Condé, dite Mademoiselle de Bourbon. Elle sera abbesse de Saint-Antoine-des-Champs ;
2. Louis IV Henri de Bourbon-Condé, futur prince de Condé. Il sera le principal ministre d'État sous le règne du roi Louis XV de 1723 à 1726 ;
3. Louise-Élisabeth de Bourbon-Condé, dite Mademoiselle de Condé. Elle sera princesse de Conti par son mariage avec Louis-Armand de Bourbon-Conti ;
4. Louise-Anne de Bourbon-Condé, dite Mademoiselle de Charolais ;
5. Marie-Anne de Bourbon-Condé, dite Mademoiselle de Clermont. Elle sera nommée surintendante de la Maison de la Reine pour Marie Leszczynska ;
6. Charles de Bourbon-Condé, comte de Charolais ;
7. Henriette-Louise de Bourbon-Condé, dite Mademoiselle de Vermandois. Elle sera abbesse de Beaumont-lès-Tours ;
8. Élisabeth-Alexandrine de Bourbon-Condé, dite Mademoiselle de Sens ;
9. Louis de Bourbon-Condé, comte de Clermont-en-Argonne. Il sera abbé de Saint-Germain-des-Prés.

Son père décédé, le nouveau prince hérite des titres et charges de ce dernier, dont celle de grand maître de France. Néanmoins, il ne peut porter le titre de « Monsieur le Prince » puisqu'il fut délégué à la maison de Bourbon-Orléans. Il continua de fait à porter le titre de « Monsieur le Duc », conformément à la volonté du roi Louis XIV. 

### Décès

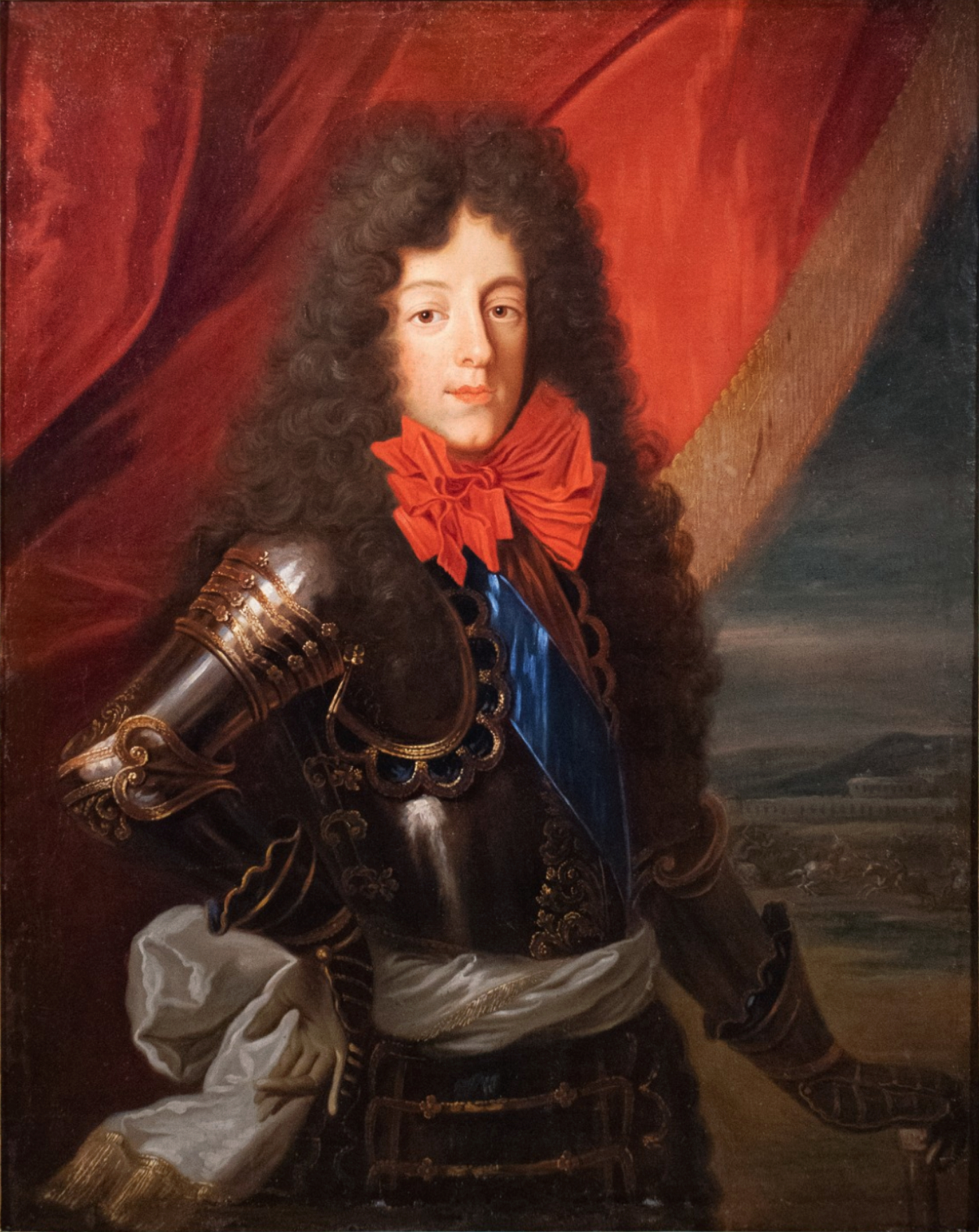
Portrait de Louis III de Bourbon-Condé en armure devant la bataille de Steinkerque par François de Troy, XVIIe siècle.

Louis de Bourbon-Condé meurt seulement un an après son père, le 4 mars 1710. Il succombe des suites d'une crise d'apoplexie au château de Versailles, dont il fut victime en passant dans son carrosse sur le Pont Neuf. Il fut inhumé en l'église Saint-Thomas de Cantobéry, à Vallery. Il est âgé de quarante-et-un ans. Comme son père, le prince mènera une existence banale et sans histoires. Fils du défunt prince, Louis IV Henri de Bourbon-Condé, succède à ce dernier, devenant ainsi le septième prince de Condé. Il sera lui de même appelé « Monsieur le Duc ».  

## Titulature
- 10 novembre 1668 — 5 juillet 1670 : « Son Altesse Sérénissime Louis de Bourbon, Duc d'Enghien, Prince du Sang de France » ;
- 5 juillet 1670 — 1er avril 1709 : « Son Altesse Sérénissime Louis de Bourbon, Duc de Bourbon, Prince du Sang de France » ;
- 1er avril 1709 — 4 mars 1710 : « Son Altesse Sérénissime Louis de Bourbon, Duc de Bourbon, Prince de Condé, Grand Maître de France, Prince du Sang de France ».

## Décorations
| Ordre du Saint-Esprit | Chevalier des ordres du roi (2 juin 1686) |